# Embriologija
Embriologija je znanost koja se bavi proučavanjem zametaka (embrija) i njihovog razvoja. Dio je razvojne biologije. 
Oblikovanje i razvoj zametka naziva se embriogeneza. To je znanstvena disciplina unutar biologije, koja istražuje rast i razvoj složenog animalnog organizma i to pomoću tri osnovna procesa: rasta, diferencijacije i morfogeneze. 
Embriologija je grana biologije koja istražuje morfološke i funkcionalne osobine najranijih stupnjeva individualnog razvoja počevši od oplodnje jajne stanice pa sve do napuštanja ekstraembrionalnih omotača tj. do leženja odnosno porođaja. Začećem nastaje oplođeno jajašce koje ima 46 kromosoma, 23 od oca i 23 od majke. Ta stanica sadrži složen genetski nacrt svake pojedinosti poput spola, visine, boje kože itd. Na DNK zapisane su sve potrebne genetske informacije. Njih ima jako puno, toliko koliko bi stalo u pet setova Enciklopedije Britannice. Jako mnogo podataka zapisano je u jako minijaturnom obliku. Kada bi se na jedno mjesto skupili svi genetski podaci s DNA 5 milijardi ljudi na Zemlji, oni bili veličine dvije tablete.
Ljudski embrij nije zrelo ljudsko biće, ali je ljudsko biće ili kompletno biće koje pripada ljudskoj vrsti. Embrij se od početka svoga postojana razlikuje od bilo koje majčine ili očeve stanice i raste slijedeći vlastiti put razvitka, upravljan samim sobom, prema vlastitom preživljavanaju i vlastitoj zrelosti. Embrij je ljudski, jer posjeduje genetičku konstituciju svojstvenu ljudskim bićima. Potpuno je programiran i aktivno predisponiran, da se razvije do zrelosti u ljudsko biće što će i postići, ako ne bude ometan bolešću, nasiljem ili neprijateljskim djelovanjem. Ljudski embrij ima pravo na ljudsko dostojanstvo i ljudska prava od kojih je prvo pravo na život.
U širem smislu ovo razdoblje razvoja jedne jedinke poznat je pod nazivom embrionalno razdoblje razvoja. Tijekom ovog razdoblja nastaje čitav niz složenih biokemijskih, morfoloških i funkcionalnih procesa tijekom kojih se diferenciraju nove vrste stanica, stvaraju klicini listovi, a od njih pojedini sustavi organa. Daljnji proces razvoja karakteriziraju se diferenciranjem ostalih sustava organa i rastom. Ovo razdoblje naziva se embrionalno razdoblje, a plod se u ovoj fazi naziva embrij. Nakon toga dolazi fetalno razdoblje razvoja i od tada se embrion naziva fetus. Tijekom ovog razdoblja većina dijelova tijela dobiva konačan izgled i položaj.
Zadatak embriologije je, da omogući razumijevanje pojedinih organa i tkiva od oplodnje jajne stanice-zigote do stvaranja višestanično organizma odgovarajuće vrste.
Embriologija ima nekoliko faza: prva i najduža je deskriptivna embriologija, druga je kauzalna embriologija, a treća biologija razvoja filogenija proces razvoja biljnih i životinjskih vrsta, rodova, familija-obitelji i klasa te njihovog postanka do danas.
Ontogenija uključuje sve promjene koje se odigravaju tijekom individualnog razvoja započevši od nastajanja spolnih stanica u roditeljskoj generaciji pa do smrti jedinke. Međutim ovaj proces se može razmatrati kao skup faza koji se međusobno razlikuju u stupnju morfološke složenosti.

## Unutarnje poveznice
- Prenatalni razvoj čovjeka

## Vanjske poveznice
Mrežna mjesta
- embriologija Hrvatska enciklopedija